# 0與1之間
《0與1之間》（日语：／ Zero to ichi no aida */?）是日本女子偶像團體AKB48的第7張音樂專輯，同時為AKB48暌違五年發行的第4張精選輯、以及成軍10周年的紀念專輯，於2015年11月18日發行。

## 概要
2015年9月6日，於幕張Messe舉行的「Halloween Night發售記念」握手及簽名會中公布將發行AKB48成軍十週年紀念專輯《0與1之間》。NO.1 SINGLES收錄27首奪得Oricon公信榜週榜銷量第1位的單曲加新曲；MILLION SINGLES則收錄22首奪得百萬張銷量的單曲加新曲，另發行「COMPLETE SINGLES」盤，收錄全部42首單曲加新曲。

## 銷售成績
此張專輯以首週銷量62.6萬張的成績，在2015年11月23日公布的Oricon專輯週榜上獲得第一名，亦是AKB48第六張獲得Oricon週榜冠軍的專輯，超越PRINCESS PRINCESS和Perfume成為史上獲得最多次Oricon專輯週榜冠軍的女子團體；而專輯累積總銷量530.8萬張也正式超越早安少女組。的517.4萬張，成為史上專輯唱片總銷量第三名的女子團體。首週超過50萬張亦是繼2008年濱崎步的《A COMPLETE ～ALL SINGLES～》之後，再度有女性歌手的精選輯銷量突破50萬張。

## 參與成員
此張精選輯的专辑封面成员名單包括：
- Team A：入山杏奈、小嶋陽菜、島崎遙香、高橋南、橫山由依
- Team K：峯岸南
- Team B：柏木由紀（兼任NGT48）、加藤玲奈、木崎由里亞、渡邊麻友
- SKE48 Team S：松井珠理奈（兼任AKB48 Team K）
- NMB48 Team N：山本彩（兼任AKB48 Team K）
- HKT48 Team H：指原莉乃
- HKT48 Team KIV：宮脇咲良（兼任AKB48 Team A）
- NGT48：北原里英
- SNH48 Team SII：宮澤佐江（兼任SKE48 Team S）

## 收錄歌曲

### NO.1 SINGLES
CD 1
1. 《River》
2. 《櫻花印記》
3. 《馬尾與髮圈》
4. 《無限重播》
5. 《機會的順序》
6. 《Beginner》
7. 《Everyday、髮箍》
8. 《飛翔入手》
9. 《風正在吹》
10. 《崇尚麻里子》
11. 《GIVE ME FIVE!》
12. 《仲夏的Sounds good!》
13. 《格子花紋》
14. 《UZA》
15. 《永遠的壓力》

CD 2
1. 《So long!》
2. 《再見自由式》
3. 《戀愛的幸運餅乾》
4. 《真心電流》
5. 《倘若在梧桐樹的路上對你說「我夢見了你的微笑」之後我們的關係會有什麼樣的變化呢﹑我兀自持續想了好多天最後有點難為情地得到了一個結論》
6. 《勇往直前》
7. 《拉布拉多獵犬》
8. 《心意告示牌》
9. 《希望無限》
10. 《Green Flash》
11. 《我們不戰鬥》
12. 《Halloween Night》
13. 《希望保有溫柔》 演唱成員：柏木由紀、指原莉乃
14. 《貴賓狗和你的故事》 演唱成員：島崎遙香、松井珠理奈
15. 《那時候､ 喜歡的人》 演唱成員：小嶋陽菜、橫山由依

### MILLION SINGLES
CD 1
1. 《Beginner》
2. 《變成櫻花樹》
3. 《Everyday、髮箍》
4. 《飛翔入手》
5. 《風正在吹》
6. 《崇尚麻里子》
7. 《GIVE ME FIVE!》
8. 《仲夏的Sounds good!》
9. 《格子花紋》
10. 《UZA》
11. 《永遠的壓力》
12. 《So long!》
13. 《再見自由式》
14. 《戀愛的幸運餅乾》
15. 《真心電流》

CD 2
1. 《倘若在梧桐樹的路上對你說「我夢見了你的微笑」之後我們的關係會有什麼樣的變化呢﹑我兀自持續想了好多天最後有點難為情地得到了一個結論》
2. 《勇往直前》
3. 《拉布拉多獵犬》
4. 《心意告示牌》
5. 《希望無限》
6. 《Green Flash》
7. 《我們不戰鬥》
8. 《Halloween Night》
9. 《Clap》 演唱成員：AKB48 Team A
10. 《愛的使者》 演唱成員：AKB48 Team K
11. 《愛樂成癮》 演唱成員：AKB48 Team B
12. 《哭訴時間》 演唱成員：AKB48 Team 4
13. 《一輩子可以遇見多少人》 演唱成員：AKB48 Team 8
14. 《LOVE ASH》 演唱成員：高橋南、山本彩

### COMPLETE SINGLES
CD 1
1. 《櫻花的花瓣們(2015 BEST ver．)》
2. 《裙襬飄飄(2015 BEST ver．)》
3. 《好想見你》
4. 《制服真礙事》
5. 《曾不屑一顧的愛情》
6. 《BINGO!》
7. 《我的太陽》
8. 《你正在看着夕陽嗎？》
9. 《浪漫，不需要》
10. 《櫻花的花瓣們2008》
11. 《Baby! Baby! Baby!》
12. 《大聲鑽石》
13. 《10年櫻》
14. 《驚喜的淚水!》
15. 《Maybe是藉口》

CD 2
1. 《RIVER》
2. 《櫻花印記》
3. 《馬尾與髮圈》
4. 《無限重播》
5. 《Beginner》
6. 《機會的順序》
7. 《變成櫻花樹》
8. 《Everyday、髮箍》
9. 《飛翔入手》
10. 《風正在吹》
11. 《崇尚麻里子》
12. 《GIVE ME FIVE!》
13. 《仲夏的Sounds good!》
14. 《格子花紋》
15. 《UZA》
16. 《永遠的壓力》

CD 3
1. 《So long!》
2. 《再見自由式》
3. 《戀愛的幸運餅乾》
4. 《真心電流》
5. 《倘若在梧桐樹的路上對你說「我夢見了你的微笑」之後我們的關係會有什麼樣的變化呢﹑我兀自持續想了好多天最後有點難為情地得到了一個結論》
6. 《勇往直前》
7. 《拉布拉多獵犬》
8. 《心意告示牌》
9. 《希望無限》
10. 《Green Flash》
11. 《我們不戰鬥》
12. 《Halloween Night》
13. 《平安夜不哭泣》 演唱成員：渡辺麻友、宮脇咲良
14. 《初雪》 演唱成員：田野優花、武藤十夢、大島涼花、高橋朱里
15. 《玫瑰唸珠》 演唱成員：入山杏奈、加藤玲奈、木崎由里亚、兒玉遥

DVD
1. AKB48家族成員 虛擬握手會2015 （AKB48グループメンバー エア握手会2015）
2. DECADE～AKB48 10年的軌跡～（DECADE〜AKB48 10年の軌跡〜）

### THEATER EDITION
CD 1
1. 《Beginner》
2. 《變成櫻花樹》
3. 《Everyday、髮箍》
4. 《飛翔入手》
5. 《風正在吹》
6. 《崇尚麻里子》
7. 《GIVE ME FIVE!》
8. 《仲夏的Sounds good!》
9. 《格子花紋》
10. 《UZA》
11. 《永遠的壓力》
12. 《So long!》
13. 《再見自由式》
14. 《戀愛的幸運餅乾》
15. 《真心電流》

CD 2
1. 《倘若在梧桐樹的路上對你說「我夢見了你的微笑」之後我們的關係會有什麼樣的變化呢﹑我兀自持續想了好多天最後有點難為情地得到了一個結論》
2. 《勇往直前》
3. 《拉布拉多獵犬》
4. 《心意告示牌》
5. 《希望無限》
6. 《Green Flash》
7. 《我們不戰鬥》
8. 《Halloween Night》
9. 《小瓢蟲Chu!尋覓!》 演唱成員：小瓢虫Chu!
10. 《從那時起我不能再專心學習》 演唱成員：小蜗牛Chu!